# Shinji Okazaki
Shinji Okazaki (岡崎 慎司 Okazaki Shinji, născut 16 aprilie 1986 în Takarazuka, Prefectura Hyōgo) este un fotbalist japonez, care joacă pentru Leicester City și pentru Echipa națională de fotbal a Japoniei.
Okazaki și-a făcut debutul la echipa națională mare pe 9 octombrie 2008, într-un amical cu EAU.

## Palmares

### Individual
- J. League Best Eleven: 2009
- IFFHS The World's Top Goal Scorer: 2009